# ムチャな弁護士あんたの代理人
『ムチャな弁護士 あんたの代理人』（ムチャなべんごし あんたのだいりにん）は、高井研一郎、監修:山崎司平、脚本:浅野拓（第5巻より）による日本の漫画。『ビッグコミックスペリオール』（小学館）にて、1987年から1990年にかけて連載された。単行本はビッグコミックス（小学館）より全6巻が刊行された。

## あらすじ
真野論平はビンボー劇団「天津甘栗」の劇団員。役者だけでは食べていけないので、司法試験に合格し弁護士になったのを機に、渡瀬法律事務所の居候弁護士になり、人々の悩みを解決していく。

## 登場人物

### 主人公
真野論平（まの ろんぺい）
劇団天津甘栗の団員で、渡瀬法律事務所の居候弁護士。「弱い人間の力にならない法律はいらない」と言うほど法律嫌い。性格は強情でキレやすいが、依頼人の頼みはとにかく受け答えし、積極的に解決にあたっていく。何も考えずに行動するので、榊原からよく「アホ弁」と呼ばれている。移動は主にバイクを使用しており、普通自動車免許を取得しているものの、車の運転（車庫入れ）は苦手である。
役者としては、それなりに運動能力はあるものの演技力に欠ける大根役者であり、劇団ではセリフのある役をほとんど与えられず、犬のぬいぐるみを着ることが多い。考え事をすると練習中でも本番中でも周りの声が聞こえなくなるので、よく韮沢に灰皿を投げつけられる。依頼者に劇団のチケットを渡したり、事務所のエレベーターに公演の貼り紙を貼ったりすることがある。

### 渡瀬法律事務所
渡瀬雄之助（わたせ ゆうのすけ）
事務所代表。大事件の弁護団長を務めたり、判例を多く出したりしている有名な大弁護士。温厚ながら時には真野に厳しく教育するが、依頼人との距離が近い真野のやり方に好意的でもある。
小板（こいた）
事務長。弁護士を目指しているが、司法試験にはまだ合格していない。父親は裁判官をしていた。妹が1人いる。
篠ちゃん（しのちゃん）
受付係。本名は不明。

### 榊原弁護士事務所
榊原優子（さかきばら ゆうこ）
第4巻から登場。榊原弁護士事務所を運営する弁護士。真野の大学時代の同期生で、模擬裁判で一度も勝てたことのないライバル。出産して引退していたが復帰。真野と違って法律に則った弁護を行うため、よく意見がぶつかる。真野からよく「冷え症弁護士」と呼ばれている。夫の浮気が原因で離婚しており、わだかまりが続いていたが、真野の説得で和解。1人息子の健人（けんと）がおり、よく真野と遊んでいる。

### 劇団天津甘栗
韮沢明（にらさわ あきら）
座長。脚本も務めている。最終学歴は早稲田大学政治経済学部中退。
井上喜幸（いのうえ よしゆき）
団員。女性から人気が高い。実家は「井筒屋」という旅館を営んでいる。最終学歴はUCLAで、そこで知り合った日系アメリカ人の西宮智美と同棲している。
笹本理美（ささもと さとみ）
団員。講演後の人物紹介時には「永遠の処女」と言われている。

### 依頼人・対立者
複数回登場する人物を解説する。
小倉（こくら）
第1巻に登場。真野のバイク仲間。事故に遭ったが、相手に脅されて示談書を書き、トラブルを大きくしてしまう。後に親友がトラブルに巻き込まれ相談を求める。
米田行男（よねだ ゆきお）
第2巻に登場。芸能事務所『ヨネプロ』代表取締役。詐欺にかかって手形訴訟を起こされてしまい、真野に相談を求める。後に著作権問題でも相談を求める。
岩井（いわい）
第3巻に登場。ヤクザを相手に起こした事故で真野の弁護を受けたが、その内容を芝居のネタにされたと思いこんで逆恨みする。公演の最中にヤジを飛ばしてくるも、小板が真野の頑張りを説明したことで、真野と和解する。後に高校生にバイクを売りつけたことで学校とのトラブルを起こしてしまい、再び真野に相談を求める。
更科長一郎（さらしな ちょういちろう）
第3巻に登場。暴力団『宿地組』の代貸（ナンバー2）で、気弱な組長に発破をかけて真野と対立する。後に暴力団から身を引き、亡くなった妻の姓に変えて一人息子の大作と二人暮らしをするが、住んでいるアパートの管理組合とトラブルになり、真野に相談を求める。
黒原（くろはら）
第5巻に登場。『ゴーイング興産』取締役社長。2代、3代といったあまり強くない会社をターゲットに、敵対的買収による乗っ取りを企む。真野と幾度も対決しており、買収を阻止される度に憎しみを募らせている。第6巻では乗っ取り先の会社の顧問弁護士が真野と知り、全力で攻勢を掛けてくるが、真野の奇想天外な作戦で返り討ちに遭い、自ら敗北を認める。
野添初美（のぞえ はつみ）
第5巻に登場。弁護士を目指して法学部に通う大学生。友人が運転トラブルに巻き込まれた際に弁護を買って出、相手側の代理人になった真野と対立する。後に上司からのセクハラで悩む姉に真野を紹介する。
里見（さとみ）
第6巻に登場。アメリカ在住の弁護士で榊原の元夫。アメリカ資本のファストフード店が創業者とのトラブルを起こし真野に弁護を依頼した際、創業者側の弁護士として登場し、以後度々真野・榊原と関わる。後に榊原と和解し、アメリカに戻っていく。

## 書誌情報
- 高井研一郎 『ムチャな弁護士あんたの代理人』 小学館〈ビッグコミックス〉、全6巻
  1. 1988年1月発売、ISBN 4-09-181521-9
  2. 1988年8月発売、ISBN 4-09-181522-7
  3. 1989年1月発売、ISBN 4-09-181523-5
  4. 1989年6月発売、ISBN 4-09-181524-3
  5. 1989年11月発売、ISBN 4-09-181525-1
  6. 1990年6月発売、ISBN 4-09-181526-X